# تویانا داشیدورژیوا
تویانا داشیدورژیوا (روسی: Туяна Норполовна Дашидоржиева؛ زادهٔ ۱۴ آوریل ۱۹۹۶) ورزشکار تیراندازی با کمان اهل روسیه است.
وی در مسابقات کشوری و بین‌المللی در مجموع برندهٔ ۱ مدال طلا، ۱ مدال نقره، ۲ مدال برنز شده‌است.